# Abbaye Sainte-Marie de Fontfroide
Pour les articles homonymes, voir Abbaye Sainte-Marie.
L’abbaye de Fontfroide est une abbaye cistercienne située sur le territoire de la commune de Narbonne, dans le département de l'Aude en France. Initialement abbaye bénédictine (1093), elle est intégrée à l'ordre cistercien entre 1144 et 1145. Dans la seconde moitié du XIIe siècle, elle reçoit d'importants dons en terres d'Ermengarde de Narbonne, puis au milieu du XIIIe siècle, d'importants dons en terres et en nature d'Olivier de Termes qui lui permettent de réaliser de nouvelles constructions. Pendant la croisade des Albigeois, elle fut le fer de lance de l'orthodoxie catholique. Au XIVe siècle, l'un de ses abbés, Jacques Fournier, est élu pape sous le nom de Benoît XII. L'abbaye est classée à partir de 1862 au titre des monuments historiques. Aujourd'hui, l'abbaye de Fontfroide est membre de la Charte des abbayes et sites cisterciens d'Europe.

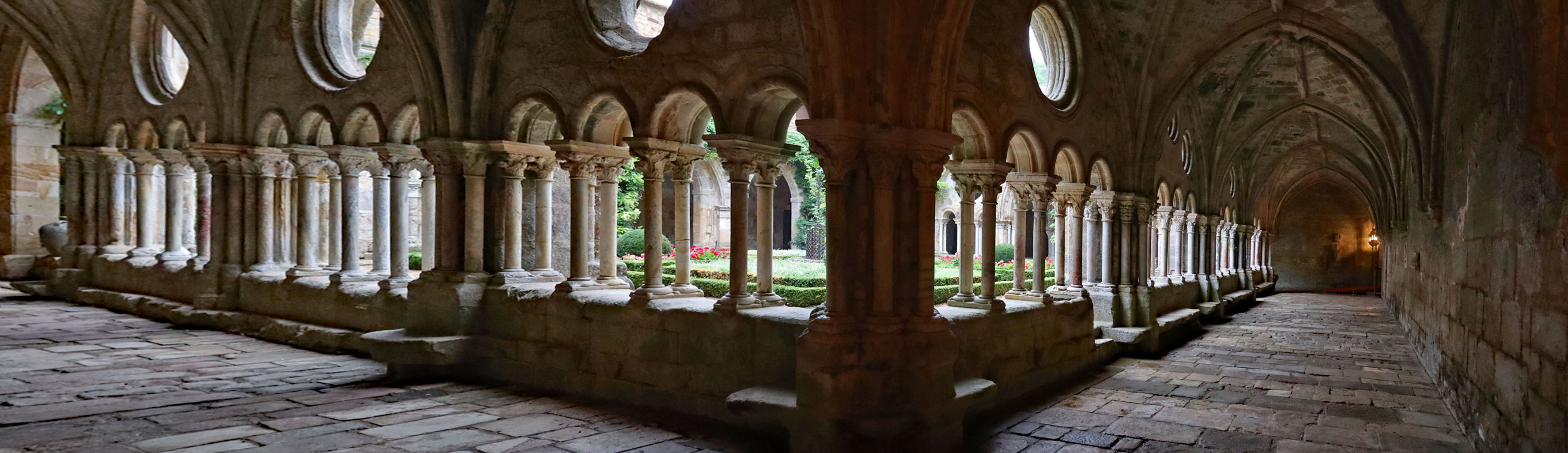

L'abbaye de Fontfroide est actuellement un monument privé détenu par les descendants de Gustave et Madeleine Fayet.

## Historique

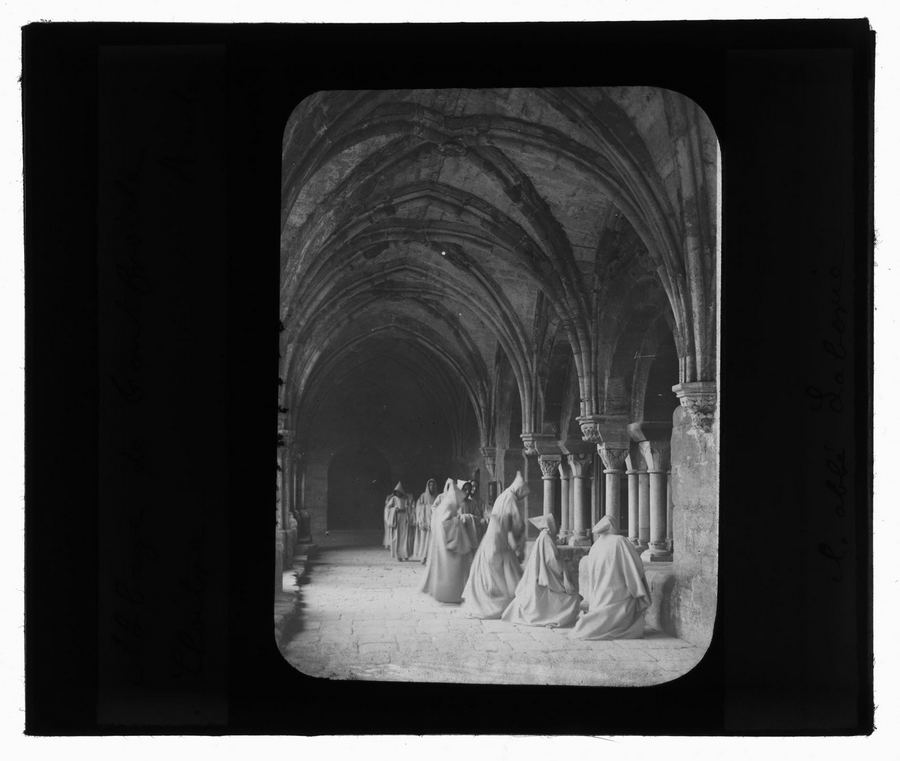
Groupe de moines dans le cloître entre 1858 et 1907. Photographie par Eugène Trutat conservée aux archives municipales de Toulouse.

Le vicomte de Narbonne, Aymeric Ier, autorise une communauté de moines à se constituer sur ses terres de Fontfroide. L'abbaye est située dans le massif des Corbières, près d'un torrent. C'est à cette source d'eau fraîche (fons frigida) qu'elle doit son nom. Les armes de l'abbaye représentent d'ailleurs une fontaine.
Au XIIe siècle, l'abbaye de Fontfroide s'est trouvée aux avant-postes dans la lutte contre l'hérésie cathare. En 1203, le moine de Fontfroide Pierre de Castelnau fut nommé légat pontifical par le pape Innocent III. Dans la seconde moitié du XIIIe siècle, l'abbaye reçoit de nombreux dons du chevalier Olivier de Termes désireux de réparer les torts qu'il avait commis envers l'Église catholique. Il finance notamment la chapelle des Morts.
Les moines sont dispersés par la Révolution française en 1791. Les cisterciens reviennent en 1848. Antoine-Marie Claret, ancien archevêque de Santiago de Cuba y trouve refuge quand il est pourchassé par le gouvernement anti-clérical espagnol, et y meurt le 24 octobre 1870. Les moines sont à nouveau expulsés par les lois anti-congrégationnistes de la Troisième République au début du XXe siècle.

## Liste des abbés
Abbés réguliers
- 1118-1134 : Bernard Ier
- 1134-1154 : Sanche
- 1154-1168 : Vital Ier
- 1168-1169 : Arnauld Ier
- 1169-1173 : Vital II
- 1173-1174 : Bernard II
- 1174-1179 : Vital III
- 1180-1193 : Bernard III
- 1193-1194 : Pierre Ier Bertrand
- 1194-1199 : Bernard IV
- 1199-1200 : Othon Ier
- 1201-1216 : Bernard V
- 1217-1217 : Raoul Ier
- 1217-1217 : Ximénès Ier
- 1217-1218 : Raoul II
- 1218-1218 : Robert
- 1218-1220 : Jacques Ier
- 1220-1220 : Marquez
- 1220-1221 : Ximénès II
- 1221-1223 : Vital IV
- 1223-1224 : Hélie Ier
- 1224-1230 : Bernard VI  (1)
- 1230-1231 : Pierre II
- 1231-1231 : Arnauld II
- 1231-1236 : Bernard VI  (2)
- 1236-1236 : Hélie II
- 1236-1237 : Bernard VI  (3)
- 1237-1242 : Pierre III Raymond
- 1243-1262 : Othon II
- 1262-1263 : Dalmace
- 1263-1264 : Arnauld III
- 1264-1267 : Vital V
- 1268-1270 : Arnauld IV
- 1270-1271 : Pierre IV
- 1271-1273 : Othon III
- 1274-1275 : Vital VI
- 1275-1281 : Arnauld V
- 1281-1283 : Bernard VII
- 1284-1287 : Pierre V Alpharici
- 1287-1288 : Montassin Ier
- 1288-1289 : Bernard VIII
- 1289-1292 : Montassin II
- 1292-1296 : Bernard IX
- 1296-1304 : Arnauld VI
- 1304-1305 : Antoine Ier
- 1305-1310 : Arnauld VII Novelli
- 1311-1317 : Jacques II Fournier (futur pape Benoît XII)
- 1317-1325 : Géraud
- 1325-1333 : Pierre VI de Barrau
- 1333-1341 : Arnauld VIII
- 1341-1342 : Antoine II
- 1342-1346 : Bérenger Ier
- 1346-1355 : Bernard X
- 1355-1357 : Jean Ier  Engelbert
- 1357-1372 : Pierre VII
- 1372-1374 : Jean II Clérani
- 1374-13?? : Pierre VIII
- 13??-1380 : Jean III
- 1380-1399 : Bernard XI  (1)
- 1399-1414 : Jean IV
- 1414-1422 : Bernard XI  (2)
- 1423-1426 : Pierre IX
- 1426-1436 : Jean V
- 1436-1441 : Pierre X
- 1441-1443 : Bernard XII
- 1443-1453 : Pierre XI Ferrari
- 1453-1472 : Martial Ier de Rua
- 1473-1484 : Pierre XII de La Roque

Abbés commendataires
- 1484-1499 : Antoine III Pierre de Narbonne-Lara
- 1499-1519 : Louis de Narbonne-Lara
- 1519-1532 : Georges de Narbonne-Lara
- 1532-1536 : Benoît Taillecarne
- 1537-1548 : Augustin de Trivulce
- 1548-1572 : cardinal Hippolyte d’Este
- 1572-1582 : Jean VI Massey
- 1582-1588 : Janus de Frégose
- 1588-1619 : Alexandre de Frégose
- 1620-1646 : Dominique de Frégose
- 1646-1650 : Claude de Rébé
- 1650-1667 : Jean VII de Noblet-Desprez
- 1667-1698 : Henri Ier Achille de La Rochefoucauld
- 1698-1708 : Henri II de La Rochefoucauld
- 1708-1717 : Roger de La Rochefoucauld
- 1717-1754 : Emmanuel-Henri-Timoléon de Cossé-Brissac
- 1754-1790 : Jacques III de Grasse

## Personnalités et moines célèbres
- 1369 : Géraud Corrége, moine de l'abbaye que le pape Urbain V, nomme abbé de Franquevaux

## Architecture de l'abbaye

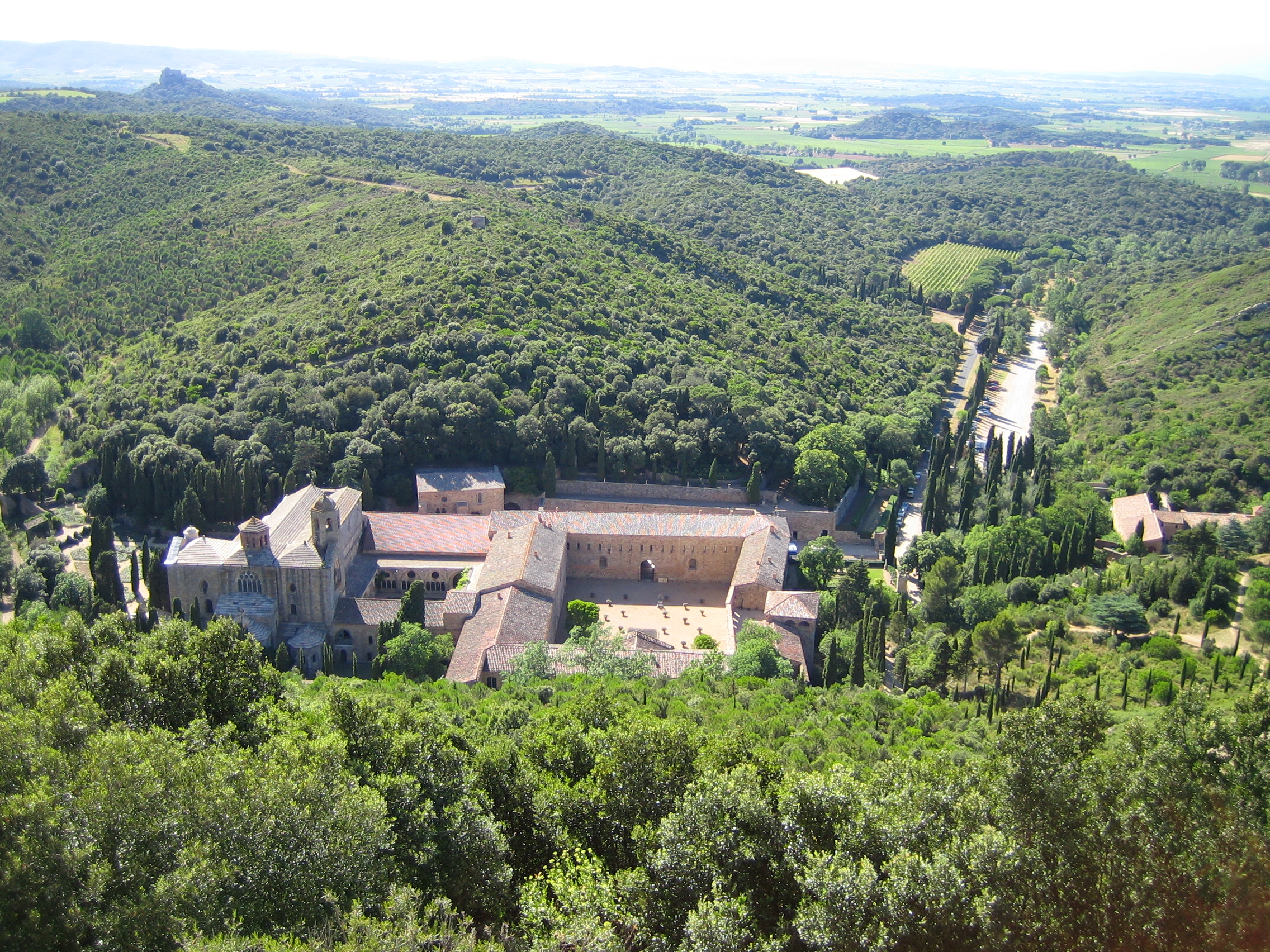
Vue générale.

### La cour d'honneur et le bâtiment des convers

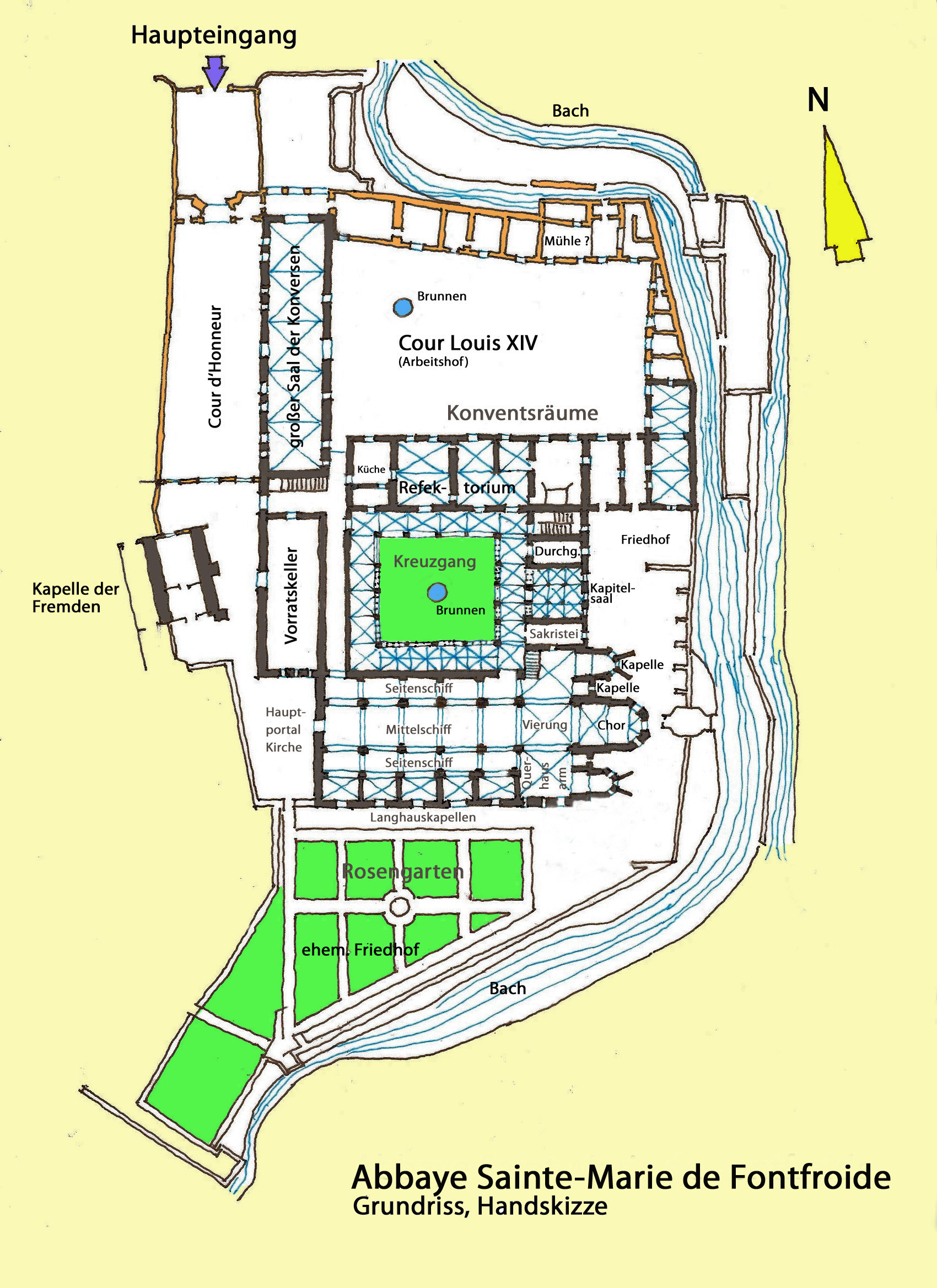
Plan de l'abbaye.

Après avoir franchi le porche d'entrée aux lignes élégantes, bâti vers 1777-1778, l'hôte de droite découvre le long rectangle de la cour d'honneur. Un mur de gros appareil et, en terrasse, les jardins à l'italienne implantés sans doute ici par Constance de Frégose au temps de l’abbatiat commendataire de ses deux fils. À gauche, un grand bâtiment de structure médiévale fut d’abord occupé par les frères convers puis transformé et réaménagé, notamment par l’ouverture de larges fenêtres à meneaux, afin d’accueillir l’hôtellerie. Au fond, l’espace est limité par une vaste arcature à trois baies dont celle du milieu, fermée par une grille de fer forgé, s’orne d’un fronton triangulaire classique. Cet ensemble se colore de l’ocre, rose et incarnat de grès, du vert des feuillages, de l’azur du ciel.

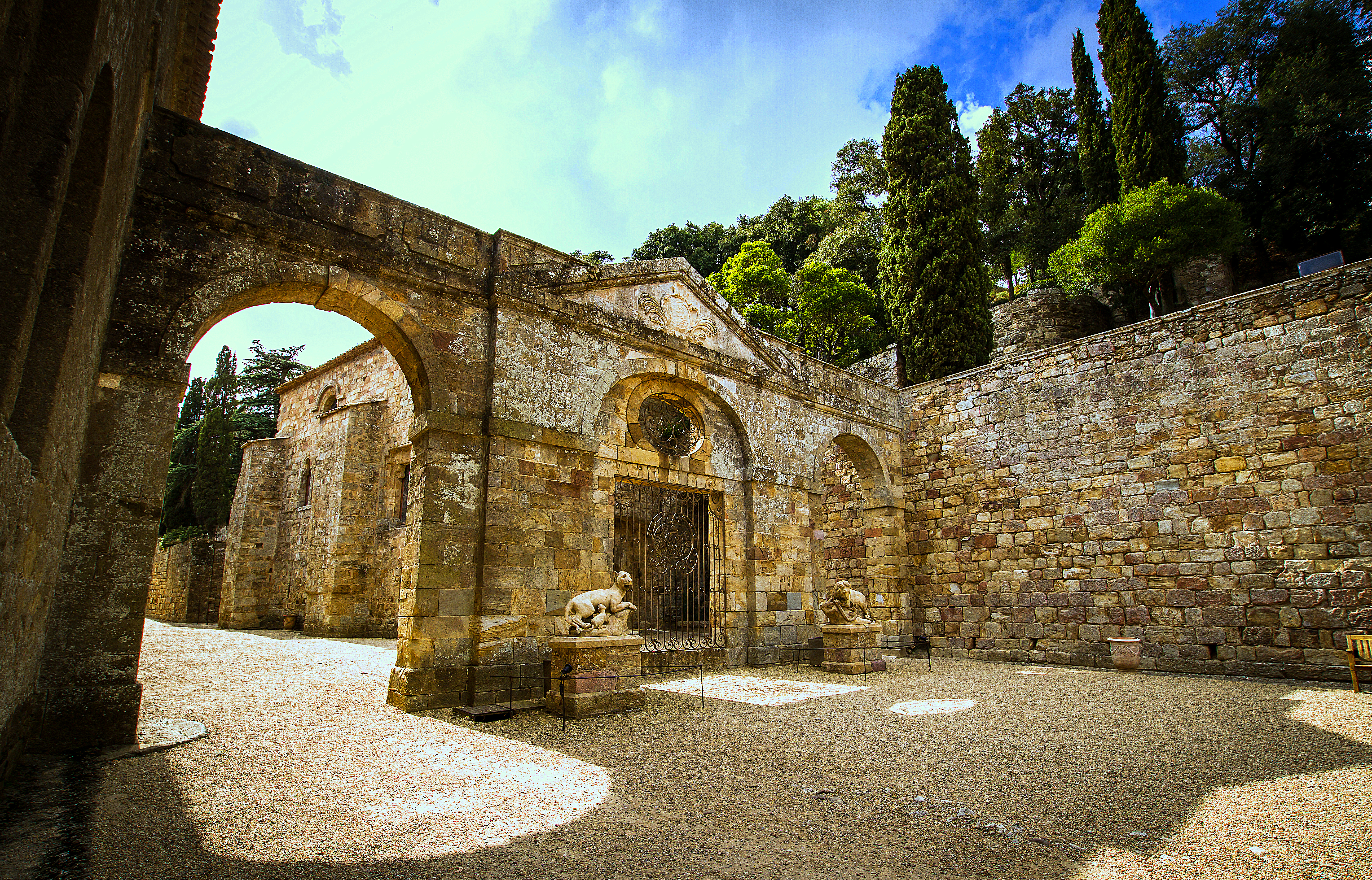
La cour d'honneur.

Une porte permet l'accès au réfectoire des convers. Les dimensions imposantes de celui-ci, dont la longueur avoisine les cinquante mètres, amènent à imaginer une communauté de 180 à 200 frères. Ce vaisseau construit au début du XIIIe siècle se divise en cinq travées ouvertes de voûtes d’ogives étalées. Les arcs doubleaux de profil carré, les ogives et les nervures se fondent dans les murs. L’éclairage est apporté par des baies géminées vers l’ouest et en simple arc plein cintre à l’est. Les aménagements des XVIIe et XVIIIe siècles ont percé les deux portes centrales ouvrant l’une sur la cour d’honneur, l’autre sur la cour dite « Louis XIV ». Des cloisonnements avaient divisé la pièce en plusieurs espaces et on devine ainsi dans la deuxième travée des croix marquant la chapelle des « Étrangers ».

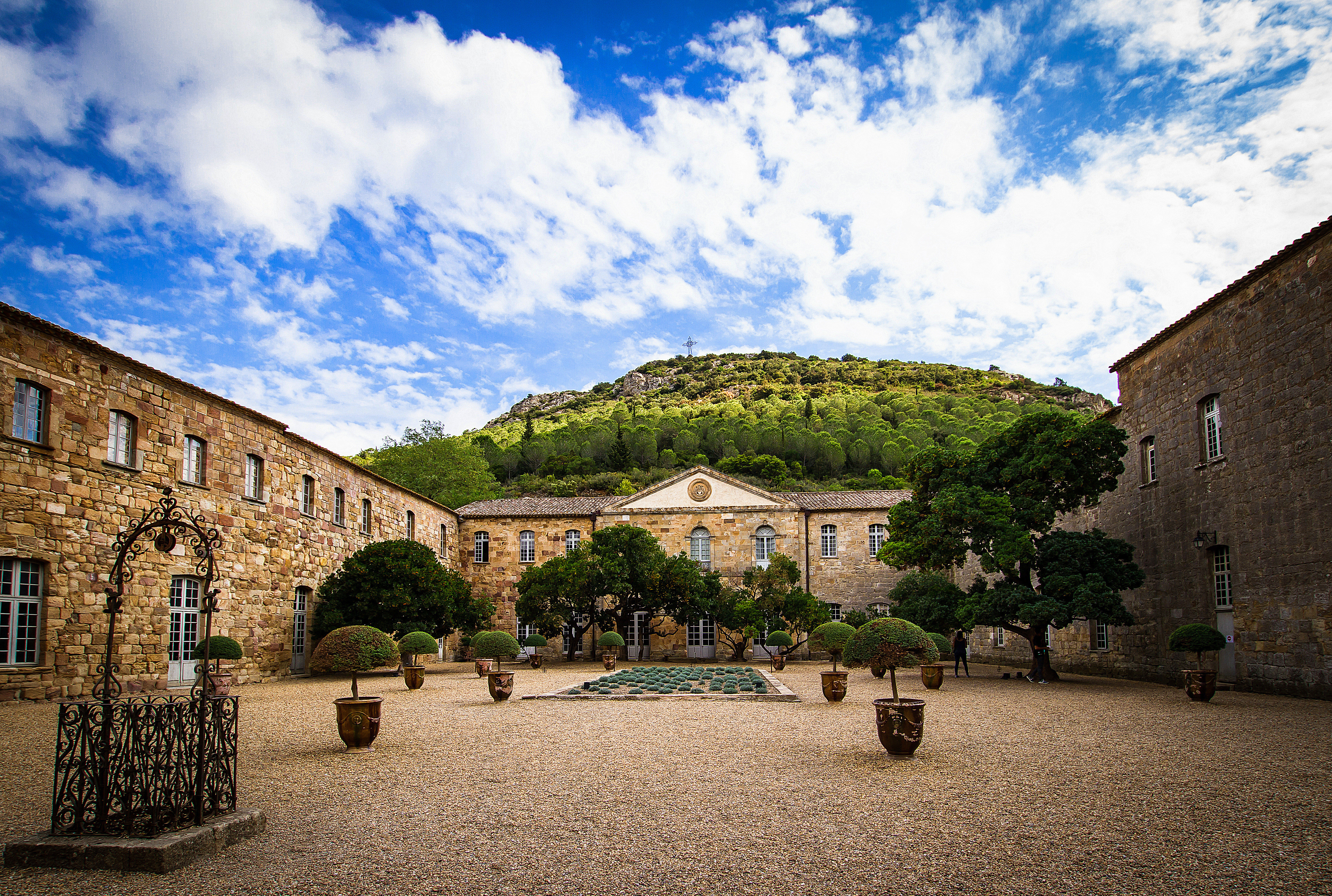
La cour de travail ou cour Louis XIV.

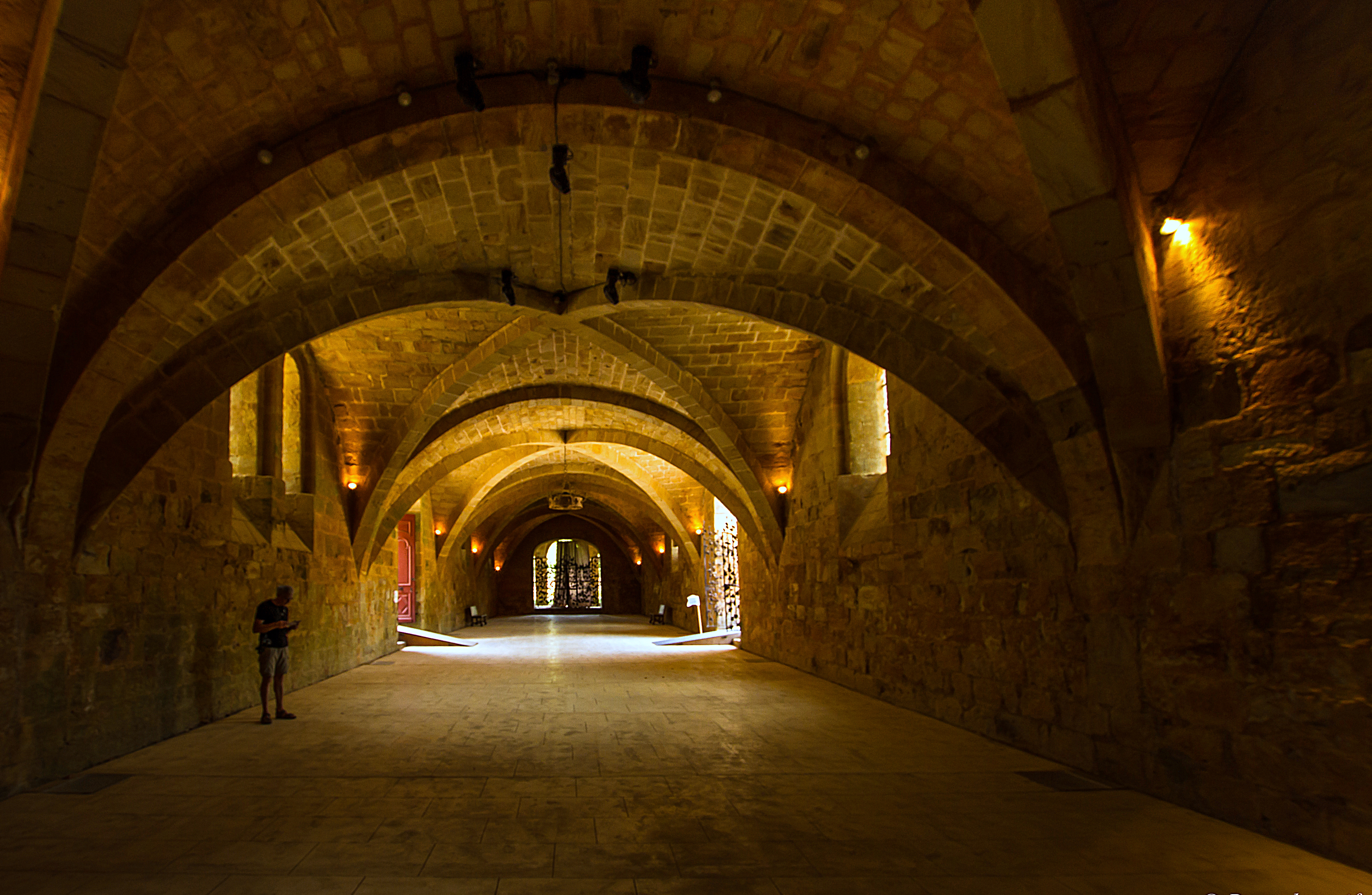
Le réfectoire des convers.

La restauration de l'abbaye, depuis 1908 jusqu’à nos jours, a permis de retrouver le magnifique volume de la salle et d’ajouter divers éléments décoratifs en réemploi, telles les splendides grilles de fer forgé au motif de pampres et la grande cheminée Renaissance provenant vraisemblablement du château des ducs de Montmorency à Pézenas, détruit sur ordre de Richelieu après la révolte du dernier d’entre eux en 1632. Pouvant recevoir jusqu’à 700 auditeurs, cette salle à l’excellente acoustique sert de cadre à des concerts de musique de chambre et à des récitals d’artistes.

### La cour duXVIIIesiècle

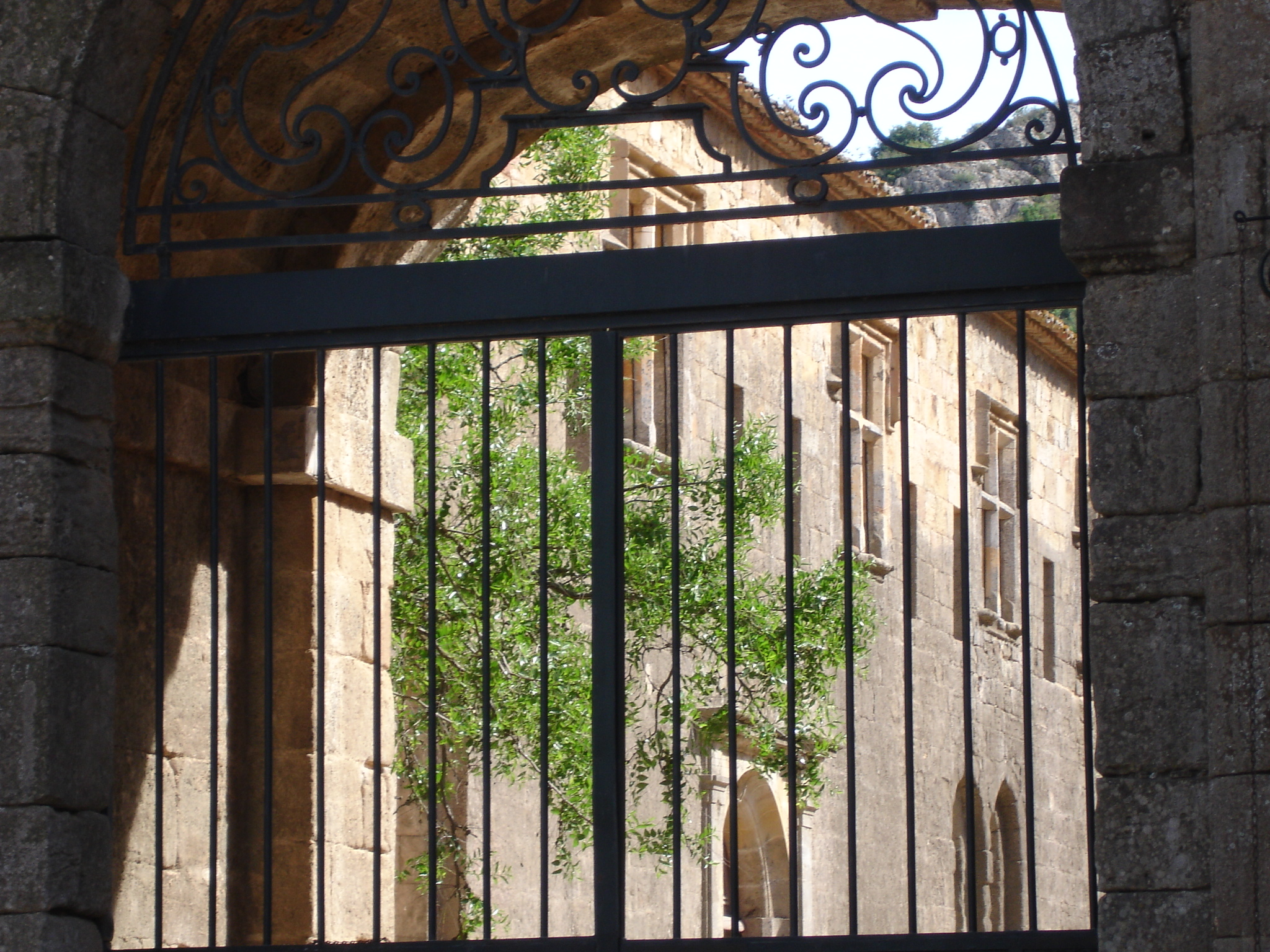
L'abbaye à travers ses grilles.

Cette cour est souvent dénommée « Louis XIV », à tort, car les documents attestent que sa configuration actuelle provient des travaux effectués à partir de 1775. Dans le monastère médiéval, sur un espace nettement plus restreint, s'ouvraient au nord les ateliers des frères convers : la menuiserie, la forge et la boulangerie au droit du moulin enjambant le torrent. À l’est se développait l’aile du noviciat tandis que vers le sud plusieurs bâtiments proprement conventuels débordaient largement dans cette cour.

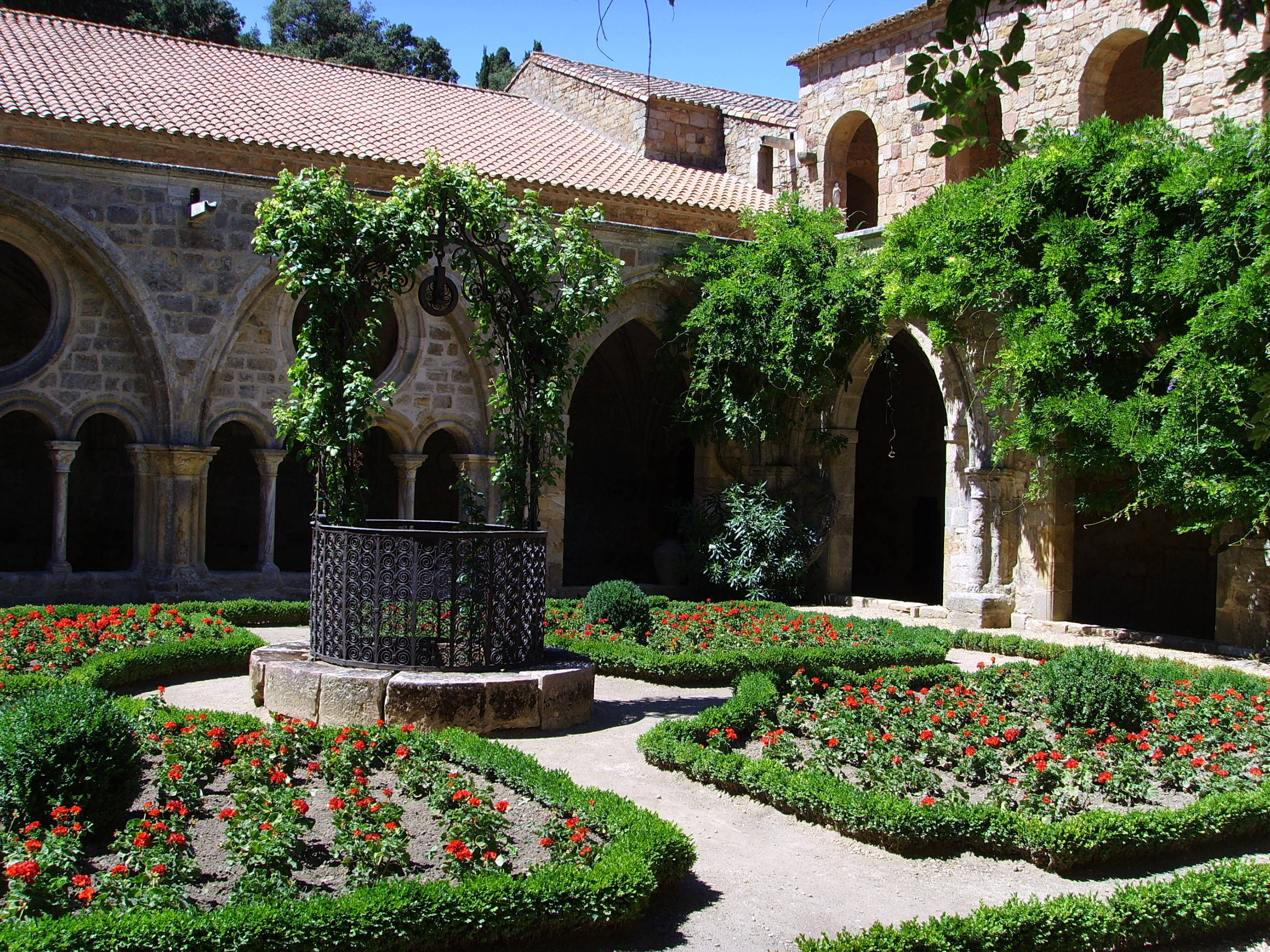
Le cloître et la citerne.

Tout l’ensemble se trouvait centré autour du puits, véritable citerne aux moellons parfaitement assemblés et qui s’approfondit en un gouffre creusé dans les calcaires fracturés. C’est là que se trouve une eau très froide, sans doute origine toponymique du nom Fontfroide (fons frigida) et en raison de la présence sur ce site de la première installation monacale. Toute implantation de monastère nécessite en effet une triple proximité : celle de la pierre, celle du bois et celle de l’eau. Tous ces éléments se trouvent réunis à Fontfroide.
Quand l’abbaye, aux temps classiques, n’abrite plus ni convers, ni novices mais seulement un petit groupe de moines, ceux-ci détruisent les bâtiments devenus inutiles et modifient les constructions en les aménageant selon le goût de l’époque. Alo,rs cette cour prend son aspect régulier, rectangulaire, par la réduction des surfaces de la cuisine, de la salle des moines (le scriptorium) et surtout du réfectoire. La surélévation du sol, de près de 30 centimètres, correspond aux déblais retirés de ces démolitions. Quant au noviciat, il fait place au logis du prieur conventuel avec une orangerie et, à l’étage, des logements spacieux. La façade cependant n’est qu’un décor de théâtre, placage sur la structure du XIIIe siècle.

### La ruelle des convers
Dans les abbayes cisterciennes normalement orientées, comme c’est le cas de Fontfroide, le sanctuaire étant disposé vers l’est, le cloître contigu et les bâtiments adjacents occupent la partie orientale du monastère. Les frères convers se trouvent donc installés dans la partie occidentale, tournée vers l’extérieur. Là s’ouvre la porte principale par laquelle ces ouvriers peuvent sortir pour gagner le lieu de leur travail. C’est à partir de cette entrée que s’organise la distribution intérieure des bâtiments. Celle-ci doit faciliter et en même temps réglementer la communication entre les deux groupes de religieux. Il s’agit d’établir, tout en maintenant la séparation, des points de contact entre les lieux de vie. Par elle les frères convers avaient accès au cellier et au réfectoire, au passe-plat de la cuisine, commune aux profès et aux convers.
C’est en cheminant sous cette longue voûte en demi-berceau qu’ils se rendaient au fond de l’église, sans déranger l’office psalmodié par les moines installés, eux, dans la partie opposée de la nef. Au XVIIe siècle, les convers ayant disparu depuis longtemps, leur ancien dortoir, à l’étage, a été aménagé en spacieuses cellules pour des hôtes. Un grand escalier, que soutient un arc en anse de panier, conduit à l’entrée.

### Le cloître

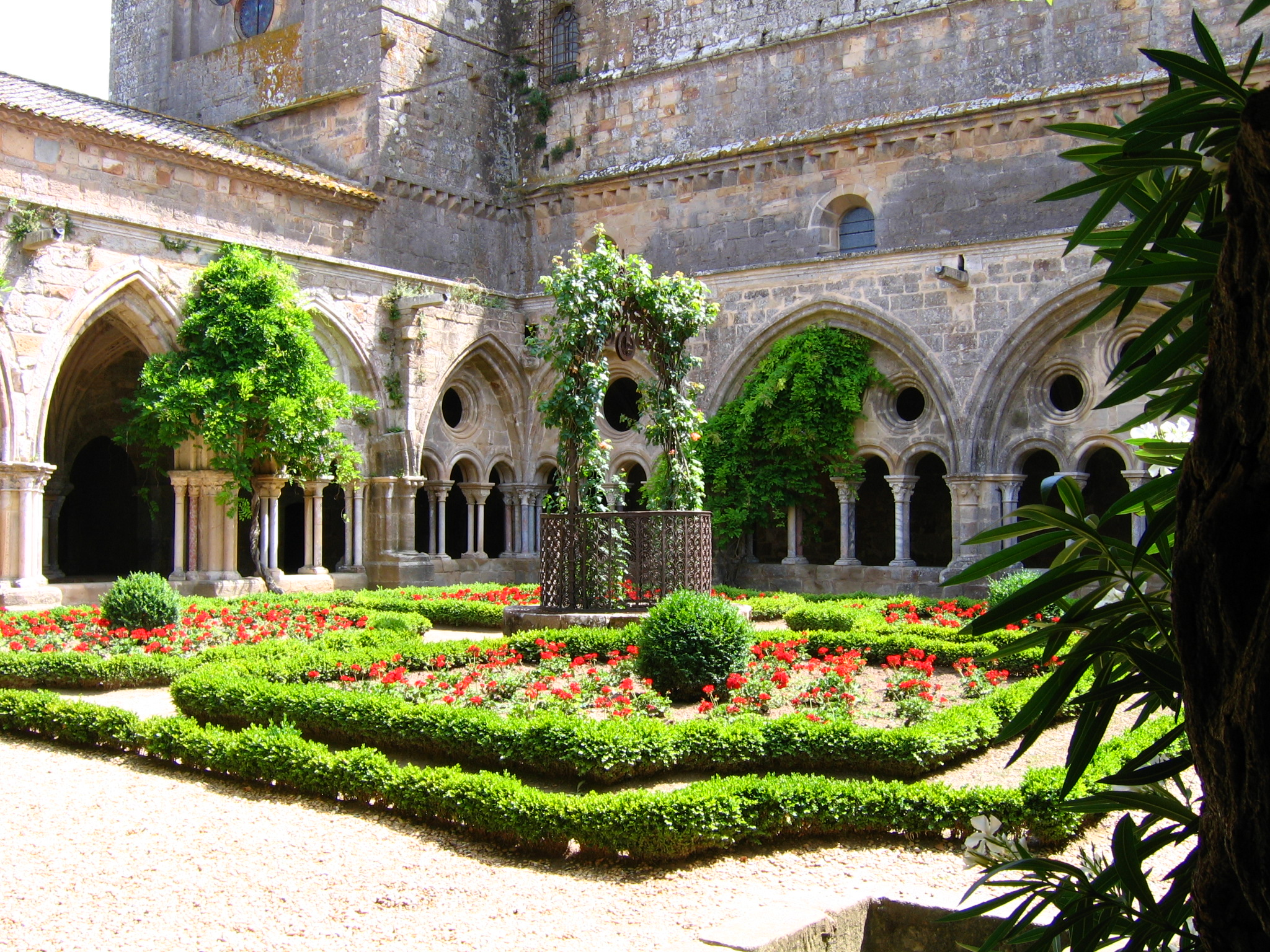
Le cloître.

#### Galerie ouest
Dans la ruelle des convers une porte de ferronnerie fait passer au cloître lumineux. La lumière y est diffusée par des arcatures et des oculi. Cette cour intérieure est le cœur même de l’abbaye. C’est par la galerie ouest longeant le bâtiment des convers qu’on aborde cet espace clos enserrant un petit jardin.
L’arc brisé ouvrant la première travée découvre la perspective des massifs fleuris qui entourent le puits devant l’angle des grandes arcades dominées par le clocher. Deux périodes de construction et deux styles différents se sont succédé. ici.
Un premier cloître, bâti de la fin du XIIe siècle au début du XIIIe siècle, fut élevé selon les règles de l’art roman. L’ensemble des parties basses, notamment la double procession des colonnettes et leurs chapiteaux à décor de feuillages supportant des petits arcs plein cintre, appartient à cette époque, mais c’est alors une charpente de bois avec son toit en appentis qui couvrait les quatre galeries.
Dans la seconde moitié du XIIIe siècle, quand Fontfroide, riche de multiples donations, entame le temps de sa plus grande prospérité, un important remaniement est réalisé suivant le goût et les techniques nouvelles, celles de l’âge gothique. Dans chaque travée, les colonnettes romanes, toujours en place, sont désormais surmontées d’un haut tympan, percé d’oculi différemment répartis et qui s’inscrit lui-même dans un profond arc brisé. L’ancienne couverture de bois est remplacée par la pierre et, à l’intérieur des galeries, les voûtes d’ogives retombent le long des murs sur d’élégants culots, à deux mètres du sol. Il faut encore parcourir la galerie Sud pour atteindre le portail donnant accès à l’église abbatiale.

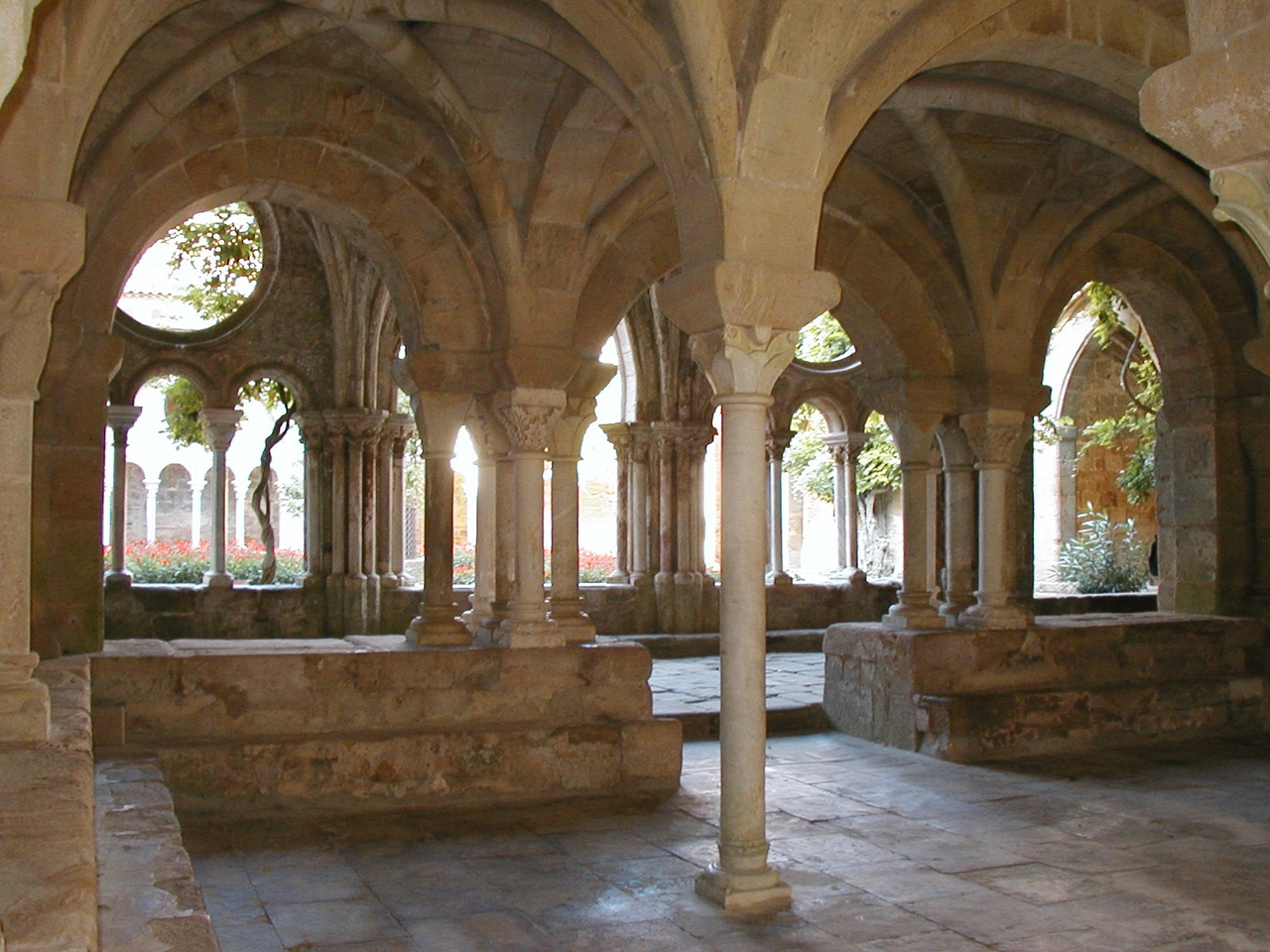
Le cloître vu de la salle du chapitre.

#### Galerie sud
Elle jouxte le collatéral de l’abbatiale et fut bâtie la toute première, aussi bien lors de la construction romane que lors du remaniement ogival. Les colonnettes sont ici groupées, dans chaque travée, en cinq paires : leurs marbres alternent le rouge de Caunes, la griotte des Pyrénées, le blanc veiné de gris ou de vert ; leurs chapiteaux offrent les motifs végétaux les plus variés.
Au-dessus, les deux tympans centraux s’aèrent par trois oculi, au lieu de l’unique, présent partout ailleurs. Mais ce sont les voûtes qui recèlent les particularités les plus curieuses. La croisée d’ogives y est accompagnée d’un lierre longitudinal torique et les compartiments très bombés sont appareillés en lit concentrique comme à la voûte du carré du transept dans l’église.
Tout au long de la galerie existent des bancs où les moines venaient s’asseoir soit pour lire individuellement, soit pour se reposer en méditant ce que leur mémoire et leur cœur avaient retenu de la liturgie ou de la lecture.  Dans cette même galerie, deux bassins de pierre servaient au rite du « mandatum », le lavement des pieds que les cisterciens pratiquaient mutuellement chaque semaine. Elle était aussi désignée comme celle de la « collation ». Tous les jours, à la fin du travail et avant le repas du soir, le père abbé y lisait et commentait des textes patristiques. Or, le plus souvent il utilisait pour cela le recueil dit des Collationes, où saint Jean Cassien, au Ve siècle, avait rassemblé les principaux passages des plus célèbres Pères de l’Église, notamment saint Augustin et saint Jérôme. Comme en période d’Avent et de Carême, les moines ne rompaient le jeûne qu’une seule fois dans la journée, à la tombée de la nuit entre nones et complies et précisément en ce lieu, le terme de collation passa de la lecture à la prise de la nourriture elle-même, puis finalement à notre acception moderne et laïque de repas léger.

#### Galerie Est et salle capitulaire
Le mur de la galerie Est, immédiatement contigu à la porte de l’église, laisse deviner, derrière une statue bourguignonne de la Vierge à l’Enfant et au panier de roses, l’emplacement obturé de l’armarium. Dans ce placard aménagé sous l’escalier du transept étaient rangés les livres liturgiques nécessaires aux offices, les textes de l’Ancien et du Nouveau Testament, les œuvres des Pères de l’Église.
La porte qui s’ouvre aussitôt après introduit à la sacristie, belle pièce voûtée en berceau. Cinq travées rythment la galerie Est et la travée centrale apparaît vers le jardin entièrement évidé, sans arcature de colonnettes au-dessus de la banquette et sans tympan, ouverture symétrique de celle qui, lui faisant face, constitue l’entrée de la salle capitulaire.

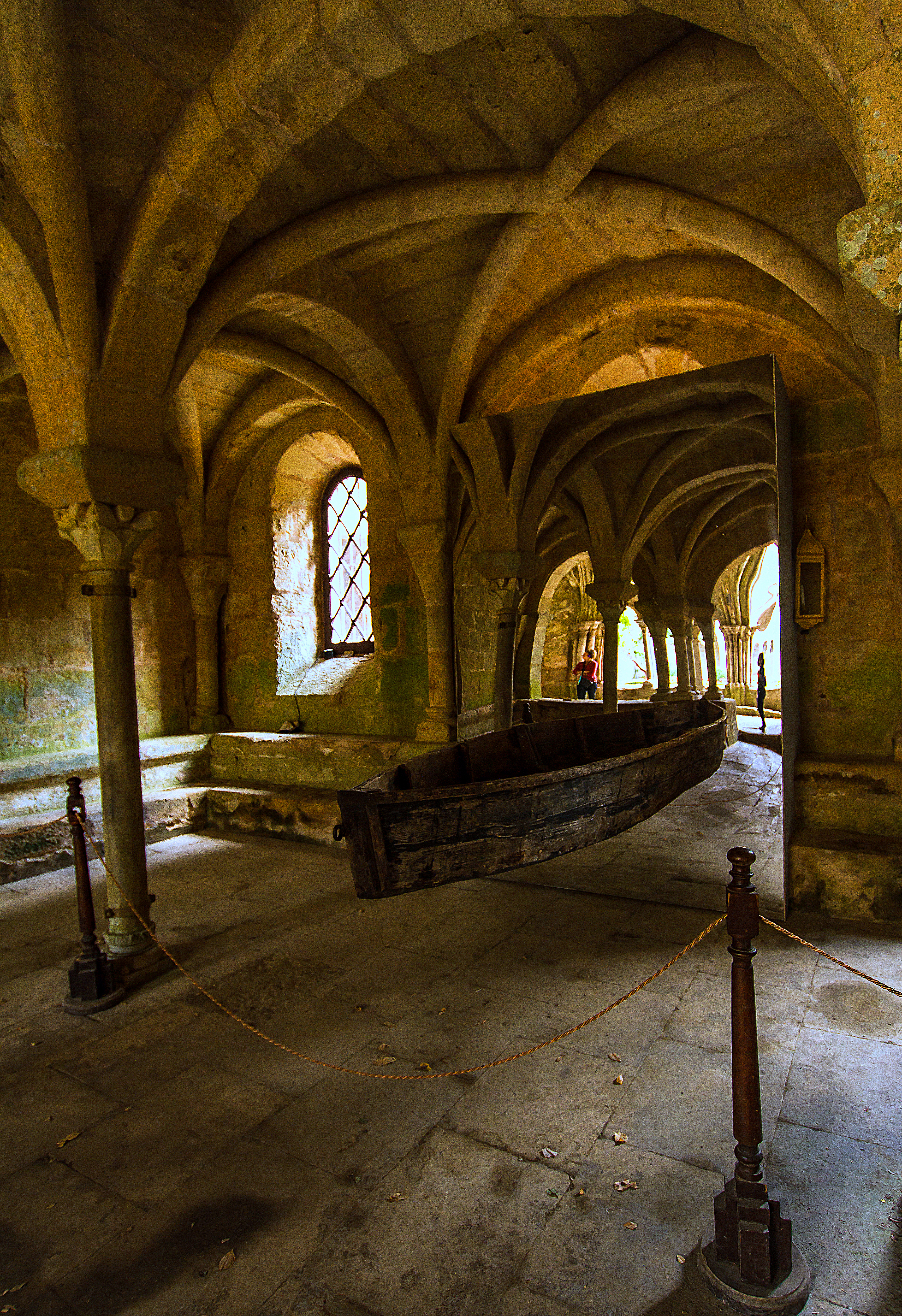
Le Capitulum avec une œuvre de Marc Couturier.

Le seuil servant de transition entre le cloître et la salle elle-même marie la sobriété et la majesté, la puissance et la légèreté. L’arcade centrale en plein cintre s’appuie sur deux groupes de quatre colonnes de marbre entourant une cinquième. La salle a vraisemblablement été construite entre 1180 et 1280. Contre les trois murs pleins, arcs et nervures reposent sur les chapiteaux très simples de colonnes engagées. Au centre, ogives et doubleaux sont soutenus par quatre colonnes de marbre. Leurs chapiteaux évasés s’ornent de deux rangs de feuilles plates, représentations stylistiques du « cistel », le roseau d’eau des étangs de Bourgogne qui a donné son nom à Cîteaux.
D’ici, à travers les colonnes de la salle capitulaire et de la galerie, répétée au-delà par celles des autres travées du cloître, se découvre une surprenante perspective : fûts de marbre et arcs de pierre multipliés imposent l’image d’une forêt au profond recueillement. Deux bancs de pierre superposés courent le long des murs. À l’Est, trois fenêtres éclairent la salle Au-delà de la salle capitulaire, un passage conduit au second cimetière, celui de la communauté du XIXe siècle. À l’origine, il servait pour le rangement des outils que prenaient les religieux avant de rejoindre les jardins ou les ateliers. À l’extrémité de la galerie est, enfin, un escalier donne à l’étage.

### L’église abbatiale

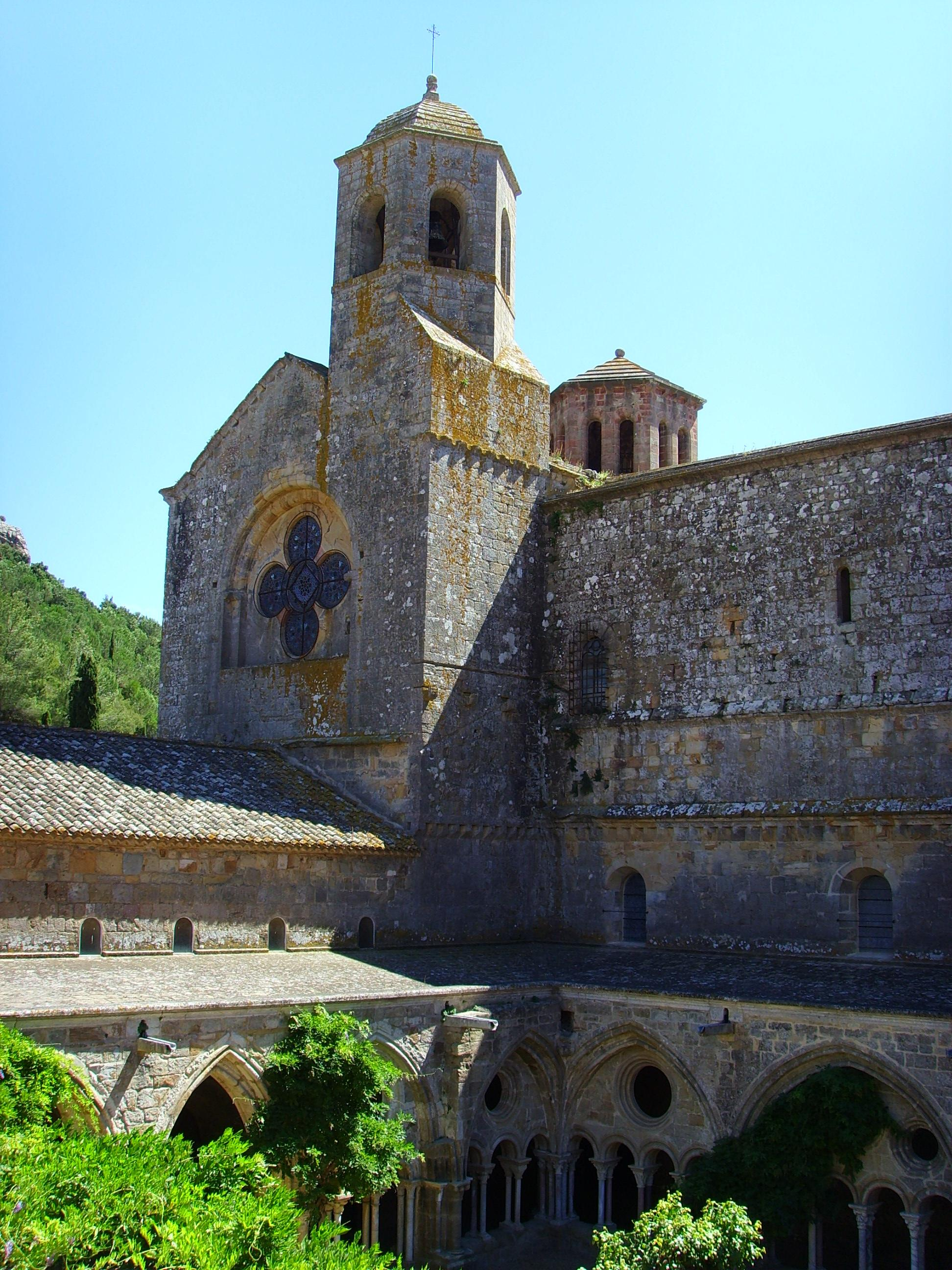
L’église abbatiale et le cloître.

Elle a une voûte de 21 mètres de hauteur et est orientée à l'est pour honorer Dieu à chaque levant.

#### La nef
La construction de la nef fut entreprise dès l’affiliation à Cîteaux en 1145 ou, au plus tard, après la donation définitive par la vicomtesse Ermengarde de Narbonne en 1157. Contrairement aux usages, on commença les travaux par la nef. Rythmée par cinq travées, la nef élève jusqu’à vingt mètres sa voûte en berceau brisé que soutiennent de massifs doubleaux rectangulaires. Ces arcs prennent appui sur des colonnes géminées, engagées dans de gros piliers carrés et s’arrêtant sur des consoles en quart de rond, à deux mètres du sol. Des stalles sont disposées de part et d’autre de la nef pour constituer le chœur des moines.
Cette nef contient également deux collatéraux dont la voûte en demi-berceau monte à quatorze mètres. Ils communiquent avec la nef par de grandes arcades à rouleaux, soutenus par des colonnes engagées dans les piliers et reposant sur des piédestaux, à la même hauteur que les consoles de la nef. Dans le collatéral sud s’ouvrent cinq chapelles qui datent très certainement du XVe siècle.

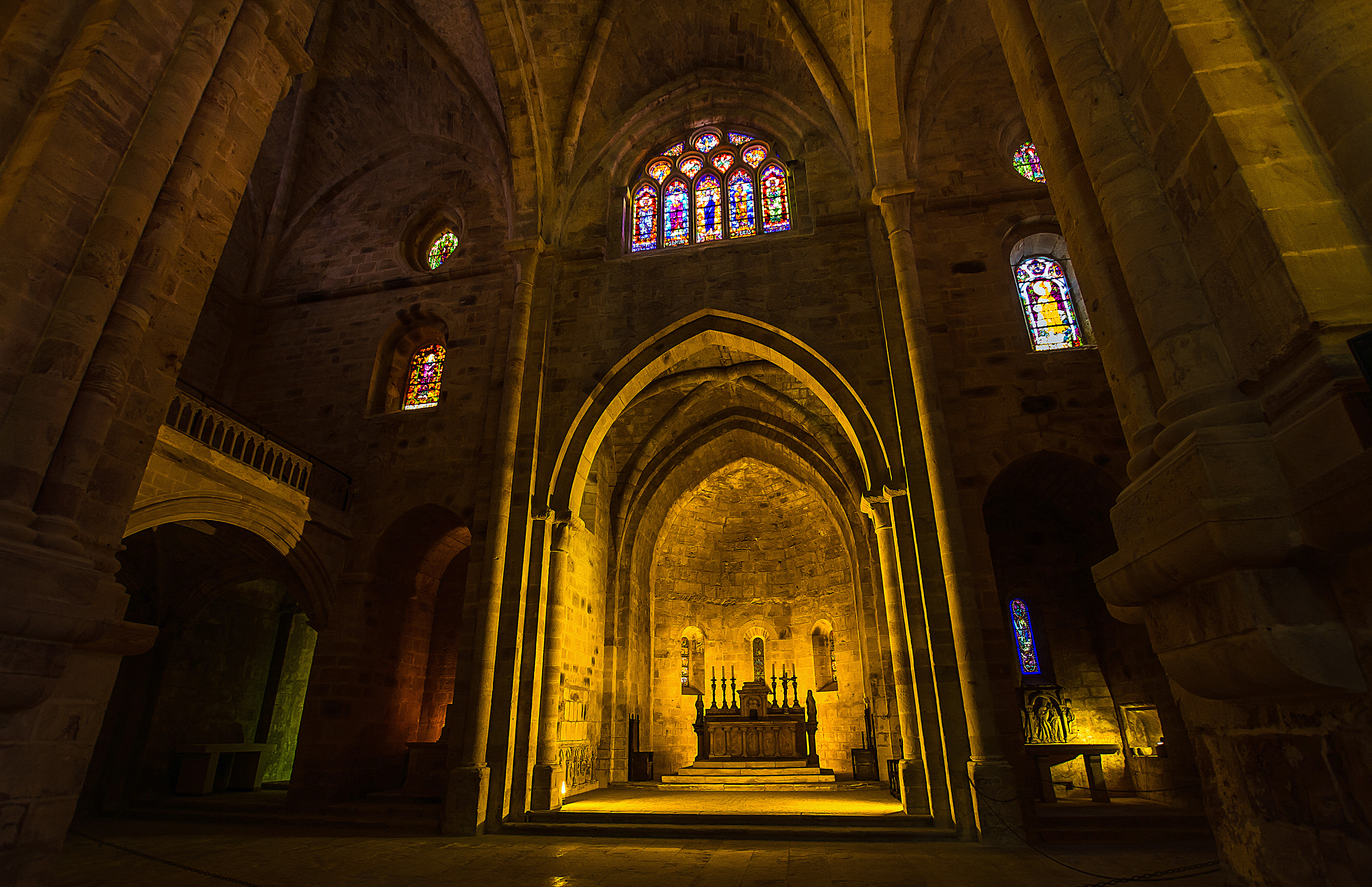
La nef.

#### Les vitraux
Dans cette église cistercienne, les vitraux peuvent surprendre. Du temps des moines, selon une règle rigoureuse, les fenêtres sont seulement garnies de verres « en grisaille ». Quand Gustave Fayet acquiert Fontfroide les verrières ont disparu. Ils adoptent alors le parti pris de la couleur avec son ami René Billa, musicien et peintre ; ils installent dans la Bièvre la « verrerie des sablons » ; l’ensemble des vitraux de l’église sort de cette verrerie en 1913. Dans ce vaste ensemble, une originalité apparaît : les cinq vitraux du collatéral nord présentent la vie de saint François d’Assise.

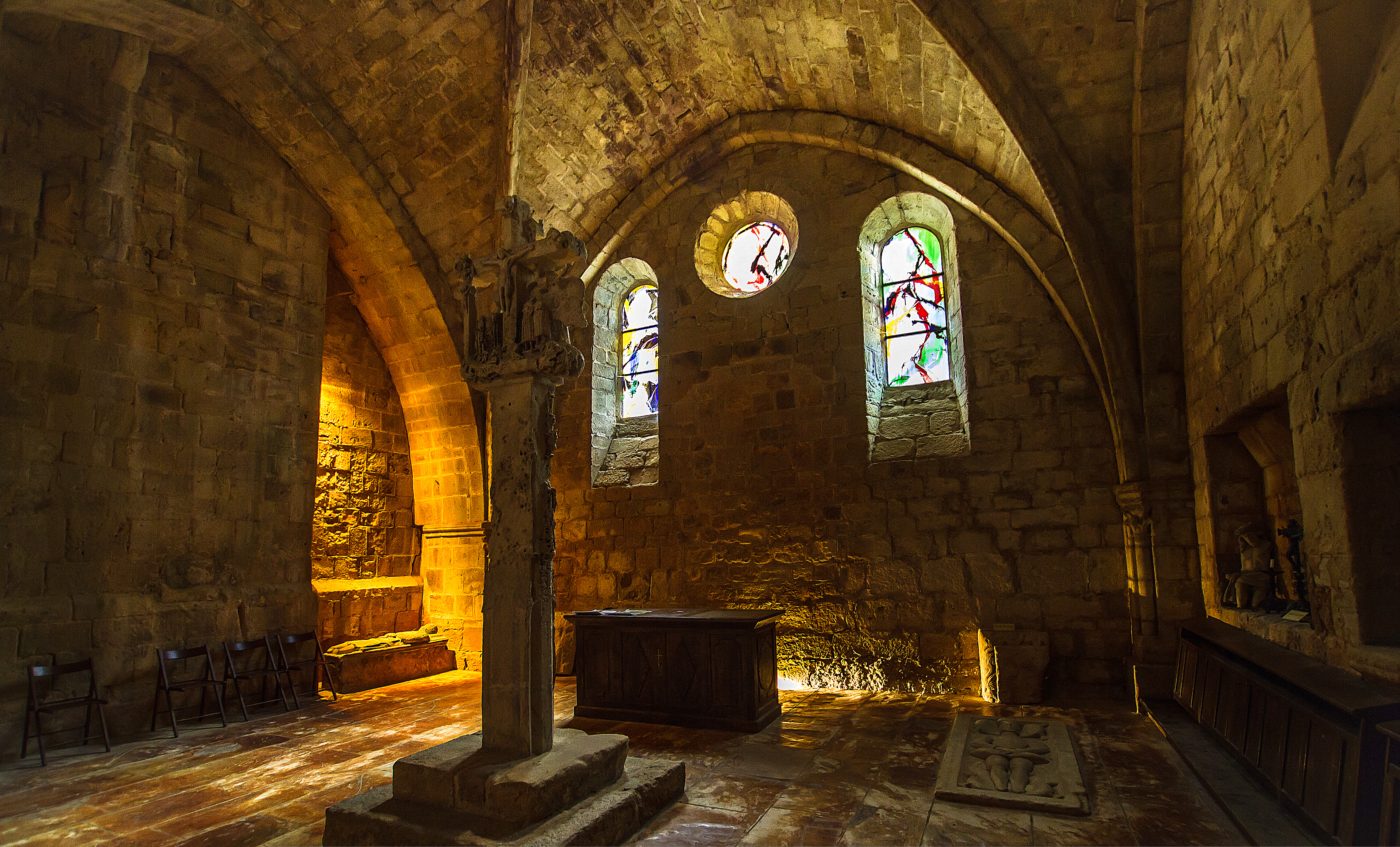
La chapelle des morts avec des vitraux contemporains de Kil En Jong (2009) et la croix de pierre (calvaire), illustrée d'un côté, par le Christ, et de l'autre par une vierge au diadème.

#### Le transept et le chœur
Élevé après la nef, à la fin du XIIe siècle, le transept a peut-être été remanié un siècle plus tard ou même au début du XIVe siècle. Au fond de la croisée du transept nord, un escalier relie directement l’église au dortoir des moines. Dans chacun des croisillons s’ouvrent deux chapelles, toutes quatre orientées à l’Est. Les plus proches du sanctuaire ont une forme rectangulaire à chevet plat, les autres plus profondes, se terminent par une petite abside à cinq pans.
À la croisée centrale du transept, la clef de voûte est remplacée par une ouverture circulaire, un oculus. L’édifice de l’église a dû s’achever par le sanctuaire, comportant chœur et abside. Légèrement surélevé de deux marches, le premier est couvert d’une voûte d’ogives. Du côté de l’Évangile, on aperçoit les vestiges, très mutilés, de tombeaux dont on peut penser qu’ils furent ceux des vicomtes de Narbonne.

#### La chapelle des morts
Située au sud du chœur, cette chapelle sur croisée d'ogives a été financée au milieu du XIIIe siècle par le seigneur Olivier de Termes. Elle était primitivement dédiée à saint Benoît.

### Les dortoirs
Le dortoir des moines

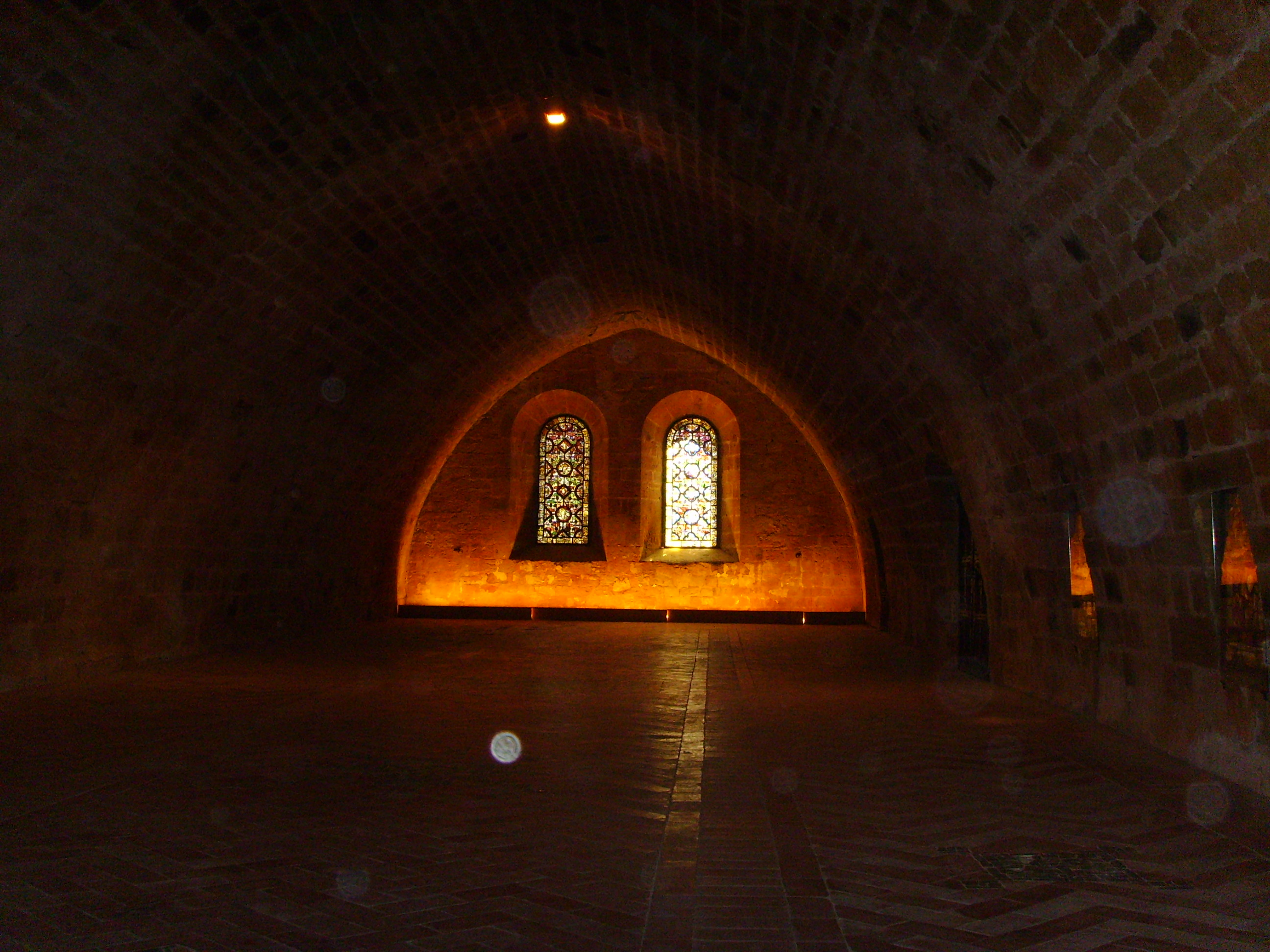
Le dortoir des frères convers.

Il fut construit au-dessus de la salle capitulaire au début du XIIIe siècle. À l’ouest, huit ouvertures durent être occultées aux deux tiers vers 1250 quand les galeries du cloître furent surélevées pour faire place aux voûtes d’ogives. Lorsque, en 1910, le dortoir fut aménagé en salle de musique, il fallut masquer ces disgracieux rehaussements de pierre. Les propriétaires installèrent des vitraux de papier. Sur le mur du nord une grande fresque de la musique sacrée fut réalisée. À l’est, trois baies reçurent des vitraux qui furent les premières créations de la verrerie des sablons.
Le dortoir des frères convers
C’est une salle à voûte de grès rose, en berceau brisé, sans aucun doubleau sur toute sa longueur. Dans sa partie la plus méridionale, cet espace contenait un grenier où les sacs de grains étaient hissés par des ouvertures latérales. La partie opposée représente ce qui subsiste du dortoir des convers après les transformations du XVIIIe siècle.

### Le parloir, ancien réfectoire des moines
À l’origine, cette salle s’étendait sur 24 mètres perpendiculairement à la galerie nord du cloître, ouvrant sur un lavabo détruit en 1776. Elle pouvait accueillir une quarantaine de moines. Raccourci de moitié, surélevé et éclairé par de grandes fenêtres, le réfectoire est devenu une salle à manger au XVIIIe siècle.

### L’office
Il est décoré à l’espagnole. Une fresque en céramique évoque la vie quotidienne populaire du XVIIIe siècle. La cuisine, aménagée à la fin du XVIIIe siècle avec son four à pain dans l’ancien scriptorium des moines, est restée à l’identique de ce qu’elle fut en 1910.

### La salle à manger
Cette belle pièce parallèle au cloître servait aux moines de chauffoir. Depuis 1910, c’est la salle à manger d’été.

### La bibliothèque
À la demande du propriétaire Gustave Fayet, la bibliothèque a été décorée de deux grands panneaux peints par Odilon Redon en 1910, qui représentent le Jour et la Nuit

### La porte romane et le cellier

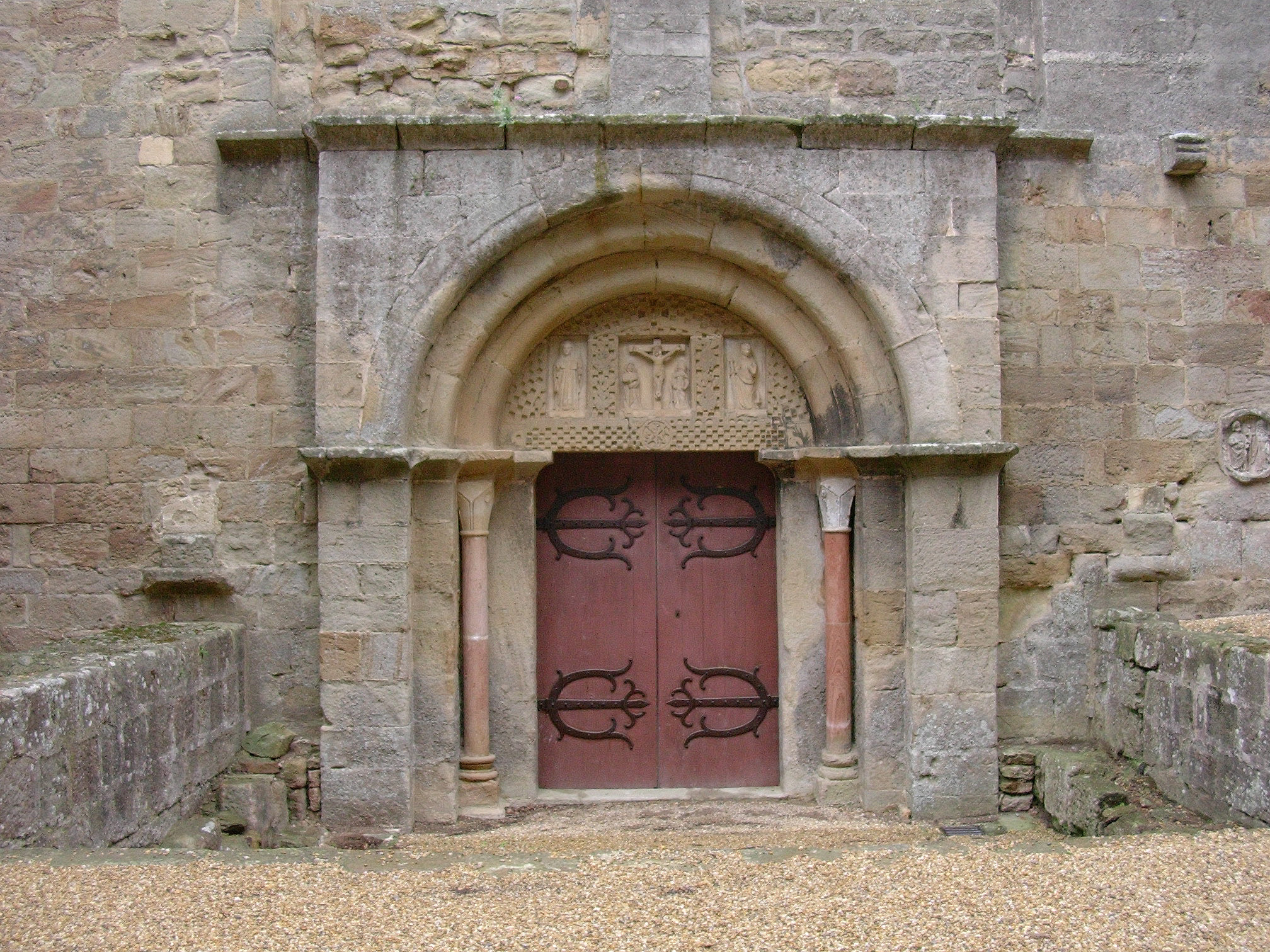
La porte romane d'entrée de l'abbatiale.

La porte servait d’entrée principale au monastère. Un arc, vide de tout ornement, dessine un plein cintre. Les claveaux, finement taillés, épanouissent leur éventail en longues lignes trapézoïdales. Un imposant linteau constitué d’un unique bloc, soutient le tympan.
Le cellier est une salle basse, voûtée avec de vastes proportions. Les murs sont épais pour préserver le froid afin de garder la nourriture plus longtemps en bon état. Or, entre l’un de ceux-ci, à l’est, et le mur voisin limitant la ruelle des convers subsistent les traces d’un escalier qui assurait la communication directe de ce cellier avec le dortoir situé au-dessus.

### La chapelle des étrangers
À l’extérieur de la clôture et seule construction qui subsiste du premier monastère, elle permettait aux pèlerins et aux étrangers d’assister aux offices sans déranger les moines. Au XIVe siècle, des contreforts permettent de surélever le bâtiment et de construire une salle, peut-être utilisée comme chapelle par les pères abbés.

### La roseraie

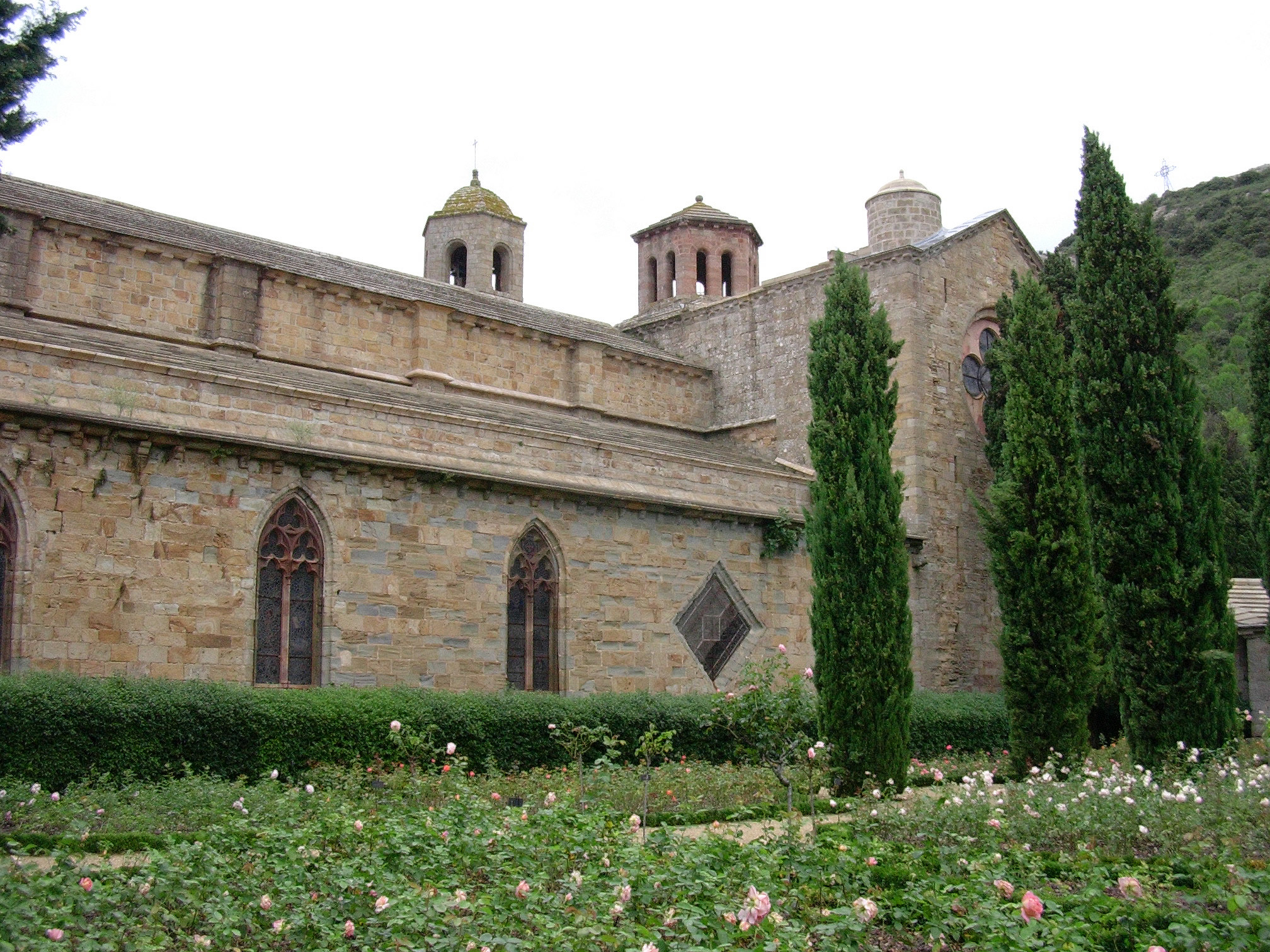
Vue extérieure de l'abbaye avec sa roseraie.

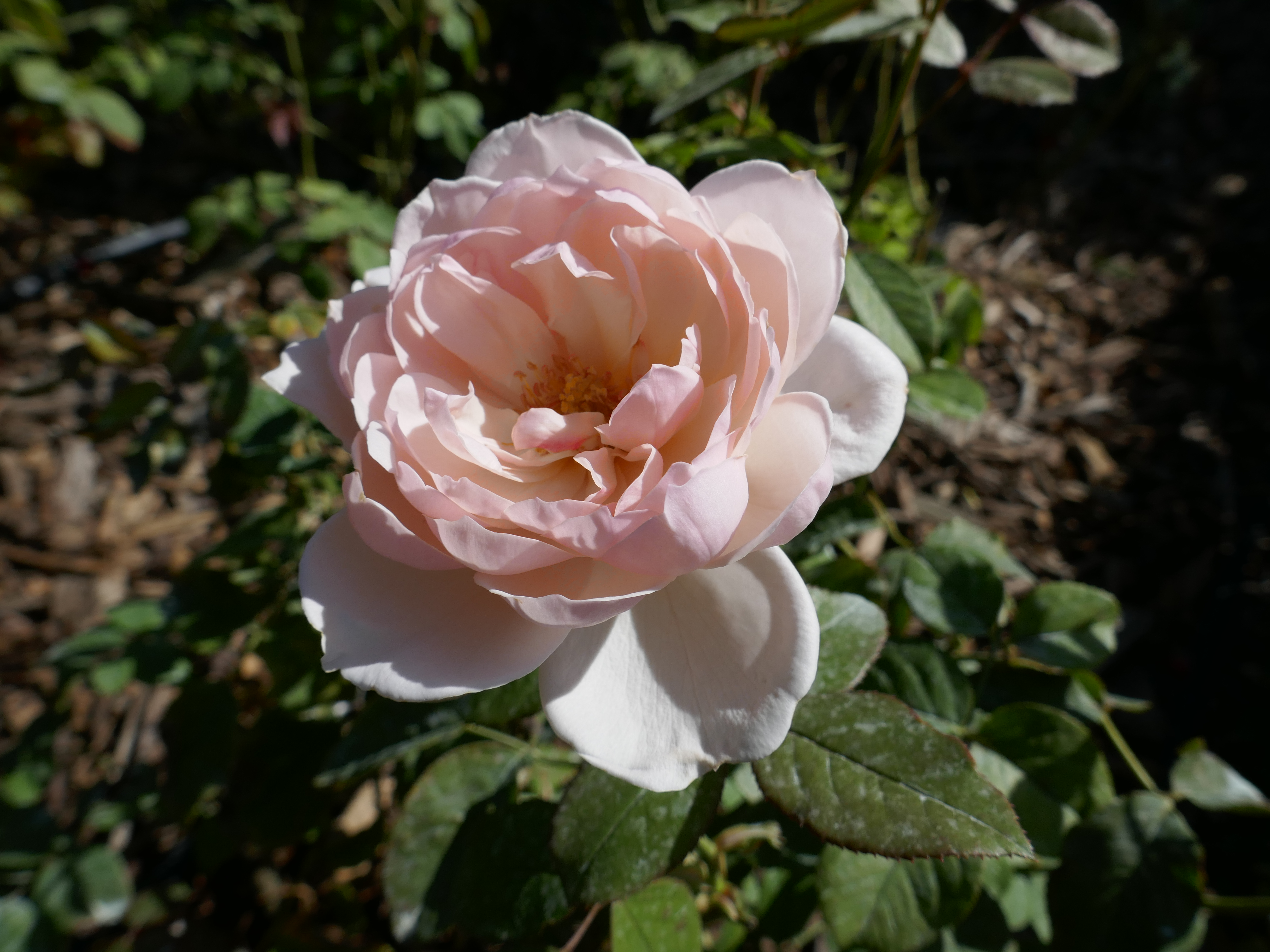
Rose 'Madame Figaro' de la roseraie.

Fontfroide offre depuis quelques années une nouvelle roseraie. Sur cet emplacement, au sud de l’abbaye, subsista durant de longs siècles le double enclos d’un cimetière. Dans la partie orientale jouxtant le transept de l’église, étaient enterrés les religieux, moines et convers. Depuis le XIIe siècle, plus de deux mille sépultures se sont superposées.
Autrefois séparé par un mur, un second enclos vers l’ouest recevait les dépouilles des laïcs, généralement de riches bienfaiteurs. Ce cimetière fut désaffecté dès 1668-1669 et réaménagé au XVIIIe siècle. Au XIXe siècle, les cisterciens avaient installé leur cimetière au chevet de l’église.
Le terrain de la nécropole, en friche, reçut la roseraie au début du XXe siècle. En 1986, un incendie criminel la ravagea et elle fut replantée en 1989. En tout, ce sont 2 500 rosiers qui embellissent Fontfroide et présentent onze coloris différents. Un peu plus haut, l’enclos Saint-Fiacre constitue un jardin de senteurs où sont réunis toutes sortes de roses anciennes anglaises associés à des plantes odorantes de la garrigue. Cent quatre-vingts rosiers 'Souvenir de Louis Amade' y ont été plantés en l'an 2000.
Cet ensemble de jardins, restauré en 2007-2008, a été labellisé jardin remarquable.

## Propriétés, revenus

### Granges, terrains et moulins
A la fin du XIIIe siècle, l'existence d'au moins 24 granges est attestée, dont celle de Fontcalvy.

### Abbayes, prieurés et cures
- Église Saint-Martin-de-Tura à Rivesaltes

## Monument historique et site classé
L'abbaye dans de très nombreuses composantes décrites dans la fiche PA00102787 est un monument historique important et entretenu, son environnement immédiat est par ailleurs un site classé.